# Jan Szymon Szlichtyng
Jan Szymon Szlichtyng Schlichting – wojski wendeński w latach 1661–1677.
Był elektorem Michała Korybuta Wiśniowieckiego z Księstwa Żmudzkiego w 1669 roku. W 1674 roku był elektorem Jana III Sobieskiego z Księstwa Żmudzkiego.